# Adélia Prado
Adélia Luzia Prado de Freitas (Divinópolis, 13 de dezembro de 1935) é uma poetisa, professora, filósofa, romancista e contista, ligada ao Modernismo. Considerada a maior poetisa viva do Brasil. 
Sua obra retrata o cotidiano com perplexidade e encanto, norteados pela fé cristã e permeados pelo aspecto lúdico, uma das características de seu estilo único. Em 1976, enviou o manuscrito de Bagagem para Affonso Romano de Sant'Anna, que assinava uma coluna de crítica literária no Jornal do Brasil. Admirado, acabou por repassar os manuscritos a Carlos Drummond de Andrade, que incentivou a publicação do livro pela Editora Imago em artigo do mesmo periódico.
Professora por formação, ela exerceu o magistério durante 24 anos, até que a carreira de escritora tornou-se a atividade central. Em termos de literatura brasileira, o surgimento da escritora representou a revalorização do feminino nas letras e da mulher como ser pensante, tendo-se em conta que Adélia incorpora os papéis de intelectual e de mãe, esposa e dona-de-casa.
Em 2024, tornou-se a terceira escritora brasileira (e primeira escritora mineira) a vencer o prêmio Camões em 35 anos.

## Biografia
Adélia Luzia Prado Freitas nasceu em Divinópolis, Minas Gerais, no dia 13 de dezembro de 1935, filha do ferroviário João do Prado Filho e de Ana Clotilde Corrêa. Ali, inicia seus estudos no Grupo Escolar Padre Matias Lobato e mora na rua Ceará.
No ano de 1950, falece sua mãe. Tal acontecimento faz com que a autora escreva seus primeiros versos. Nessa época conclui o curso ginasial no Ginásio Nossa Senhora do Sagrado Coração.
No ano seguinte, inicia o curso de Magistério na Escola Normal Mário Casassanta, que conclui em 1953. Começa a lecionar no Ginásio Estadual Luiz de Mello Viana Sobrinho em 1955.
Em 1958 casa-se, em Divinópolis, com José Assunção de Freitas, funcionário do Banco do Brasil S.A. Dessa união nasceriam cinco filhos: Eugênio (em 1959), Rubem (1961), Sarah (1962), Jordano (1963) e Ana Beatriz (1966).
Antes do nascimento da última filha, a escritora e o marido iniciam o curso de Filosofia da Faculdade de Filosofia, Ciências e Letras de Divinópolis.
Em 1972, morre seu pai e, em 1973, forma-se em Filosofia. Nessa ocasião envia carta e originais de seus novos poemas ao poeta e crítico literário Affonso Romano de Sant'Anna, que os submete à apreciação de Carlos Drummond de Andrade.
Em 1975, Drummond sugere a Pedro Paulo de Sena Madureira, da Editora Imago, que publique o livro de Adélia, cujos poemas lhe pareciam "fenomenais". O poeta envia os originais ao editor daquele que viria a ser Bagagem. No dia 9 de outubro, Drummond publica uma crônica no Jornal do Brasil chamando a atenção para o trabalho ainda inédito da escritora. O livro é lançado no Rio, em 1976, com a presença de Antônio Houaiss, Raquel Jardim, Carlos Drummond de Andrade, Clarice Lispector, Juscelino Kubitschek, Affonso Romano de Sant'Anna, Nélida Piñon e Alphonsus de Guimaraens Filho, entre outros.
O ano de 1978 marca o lançamento de O coração disparado, que é agraciado com o Prêmio Jabuti, da Câmara Brasileira do Livro.
Estreia em prosa no ano seguinte, com Soltem os cachorros. Com o sucesso de sua carreira de escritora, vê-se obrigada a abandonar o magistério, após 24 anos de trabalho. Nesse período ensinou no Instituto Nossa Senhora do Sagrado Coração, Faculdade de Filosofia, Ciências e Letras de Divinópolis, Fundação Geraldo Corrêa — Hospital São João de Deus, Escola Estadual são Vicente e Escola Estadual Martin Cyprien, lecionando Educação Religiosa, Moral e Cívica, Filosofia da Educação, Relações Humanas e Introdução à Filosofia. Sua peça, O Clarão, um auto de natal escrito em parceria com Lázaro Barreto, é encenada em Divinópolis.
Em 1980, dirige o grupo teatral amador Cara e Coragem na montagem de O Auto da Compadecida, de Ariano Suassuna. No ano seguinte, ainda sob sua direção, o grupo encenaria A Invasão, de Dias Gomes. Publica Cacos para um vitral. Lucy Ann Carter apresenta, no Departament of Comparative Literature, da Princeton University, o primeiro de uma série de estudos universitários sobre a obra de Adélia Prado.
Em 1981, lança Terra de Santa Cruz.
De 1983 a 1988, exerce as funções de Chefe da Divisão Cultural da Secretaria Municipal de Educação e da Cultura de Divinópolis, a convite do prefeito Aristides Salgado dos Santos.
Os componentes da banda é publicado em 1984.
Participa, em 1985, em Portugal, de um programa de intercâmbio cultural entre autores brasileiros e portugueses, e em Havana, Cuba, do II Encontro de Intelectuais pela Soberania dos Povos de Nossa América.
Fernanda Montenegro estreia, no Teatro Delfim - Rio de Janeiro, em 1987, o espetáculo Dona Doida: um interlúdio, baseado em textos de livros da autora. A montagem, sob a direção de Naum Alves de Souza, fez grande sucesso, tendo sido apresentada em diversos estados brasileiros e, também, nos EUA, Itália e Portugal.
Apresenta-se, em 1988, em Nova York, na Semana Brasileira de Poesia, evento promovido pelo Comitê Internacional pela Poesia. É publicado A faca no peito.
Participa, em Berlim, Alemanha, do Línea Colorada, um encontro entre escritores latino-americanos e alemães.
Em 1991 é publicada sua Poesia Reunida.
Volta, em 1993, à Secretaria Municipal de Educação e Cultura de Divinópolis, integrando a equipe de orientação pedagógica na gestão da secretária Teresinha Costa Rabelo.
Em 1994, após anos de silêncio poético, sem nenhuma palavra, nenhum verso, ressurge Adélia Prado com o livro O homem da mão seca. Conta a autora que o livro foi iniciado em 1987, mas, depois de concluir o primeiro capítulo, foi acometida de uma crise de depressão, que a bloquearia literariamente por longo tempo. Disse que vê "a aridez como uma experiência necessária" e que "essa temporada no deserto" lhe fez bem. Nesse período, segundo afirmou, foi levada a procurar ajuda de um psiquiatra.
Estreia, em 1996, no Teatro Sesi Minas, em Belo Horizonte, a peça Duas horas da tarde no Brasil, texto adaptado da obra da autora por Kalluh Araújo e pela filha de Adélia, Ana Beatriz Prado.
São lançados Manuscritos de Felipa e Oráculos de maio. Participa, em maio, da série "O escritor por ele mesmo", no ISM-São Paulo. Em Belo Horizonte é apresentado, sob a direção de Rui Moreira, O sempre amor, espetáculo de dança de Teresa Ricco baseado em poemas da escritora.
Adélia costuma dizer que o cotidiano é a própria condição da literatura. Morando na pequena Divinópolis, cidade com aproximadamente 200 000 habitantes, estão em sua prosa e em sua poesia temas recorrentes da vida de província, a moça que arruma a cozinha, a missa, um certo cheiro do mato, vizinhos, a gente de lá.

## Cronologia
- 1950: Escreve os primeiros versos, após a morte da mãe.
- 1951: Inicia o curso de Magistério na Escola Normal Mário Casassanta.
- 1953: Conclui o Magistério
- 1955: Começa a lecionar no Ginásio Estadual Luiz de Mello Viana Sobrinho.
- 1958: Casa-se com José Assunção de Freitas.
- 1959: Nasce o primeiro filho, Eugênio
- 1961: Nasce o filho Rubem
- 1962: Nasce a filha Sarah
- 1963: Nasce o filho Jordano
- 1966: Nasce a filha Ana Beatriz
- 1972: Morre o pai
- 1973: Forma-se em Filosofia pela Faculdade de Filosofia, Ciências e Letras de Divinópolis e neste mesmo ano os poemas são lidos por Carlos Drummond de Andrade
- 1975: Publica o primeiro livro Bagagem, após indicação de Drummond à editora Imago. Em seguida, Drummond publica uma crônica no Jornal do Brasil destacando o trabalho ainda inédito de Adélia.
- 1976: Lança Bagagem no Rio de Janeiro, com a presença de Juscelino Kubitschek, Carlos Drummond de Andrade, Clarice Lispector, Affonso Romano de Sant'Anna, Nélida Piñon, dentre outros.
- 1978: Lança O Coração Disparado, com o qual recebe o Prêmio Jabuti, da Câmara Brasileira do Livro.
- 1979: Lança a primeira prosa, Solte os cachorros
- 1980: Dirige a montagem de Auto da Compadecida, de Ariano Suassuna pelo grupo de teatro amador Cara e Coragem.
- 1981: Publica Cacos para um Vitral e Terra de Santa Cruz; neste mesmo ano é apresentado, no Departamento de Literatura Comparada da Universidade de Princeton, Estados Unidos, o primeiro de uma série de estudos sobre a obra.
- 1983-1988: Exerce as funções de Chefe da Divisão Cultural da Secretaria Municipal de Educação e da Cultura da cidade natal.
- 1984: Publica Os Componentes da Banda
- 1985: Participa de um programa de intercâmbio cultural entre autores brasileiros e portugueses, realizado em Portugal, e do II Encontro de Intelectuais pela Soberania dos Povos de Nossa América, em Cuba
- 1987: Estreia do espetáculo Dona Doida: um Interlúdio, baseado em textos de livros da autora, encenado por Fernanda Montenegro, no Teatro Delfim, no Rio de Janeiro.
- 1988: Publica A Faca no Peito e participação na Semana Brasileira de Poesia em Nova Iorque
- 1991: Publica Poesia Reunida
- 1994: Publica O Homem da Mão Seca
- 1996: Estreia da peça Duas Horas da Tarde no Brasil, adaptada da obra da autora pela filha Ana Beatriz Prado e por Kalluh Araújo, no Teatro Sesi Minas, em Belo Horizonte
- 1999: Publica Oráculos de Maio e Manuscritos de Felipa
- 2000: Estreia do monólogo Dona da Casa, adaptação de José Rubens Siqueira para Manuscritos de Felipa
- 2005: Publica Quero Minha Mãe
- 2006: Morre o irmão, Frei Antonio do Prado, OFM
- 2010: Lança A duração do dia
- 2011: Lança Carmela Vai à Escola
- 2014: É condecorada pelo governo brasileiro com a Ordem do Mérito Cultural.
- 2024: Vence o Prêmio Machado de Assis, entregue a autores que se destacam pelo conjunto da obra.
- 2024: Vence o Prémio Camões[7]

## Silêncio poético
A literatura brasileira, além de ser fortemente marcada pela presença de Adélia Prado, também foi marcada por um período de silêncio poético no qual a escritora "emudeceu sua pena". Depois de O Homem da Mão Seca, de 1994, Adélia ficou cinco anos sem publicar um novo título, fase posteriormente explicada por ela mesma como "um período de desolação. São estados psíquicos que acontecem, trazendo o bloqueio, a aridez, o deserto". Oráculos de Maio, uma coletânea de poemas, e Manuscritos de Felipa, uma prosa curta, marcaram o retorno, ou a quebra do silêncio. Rubem Alves refere-se a esses silêncios em A Festa de Babette.

## Influência
Citaram a autora como uma influência tanto o escritor brasileiro Rubem Alves como o moçambicano Mia Couto.

## Lista de obras

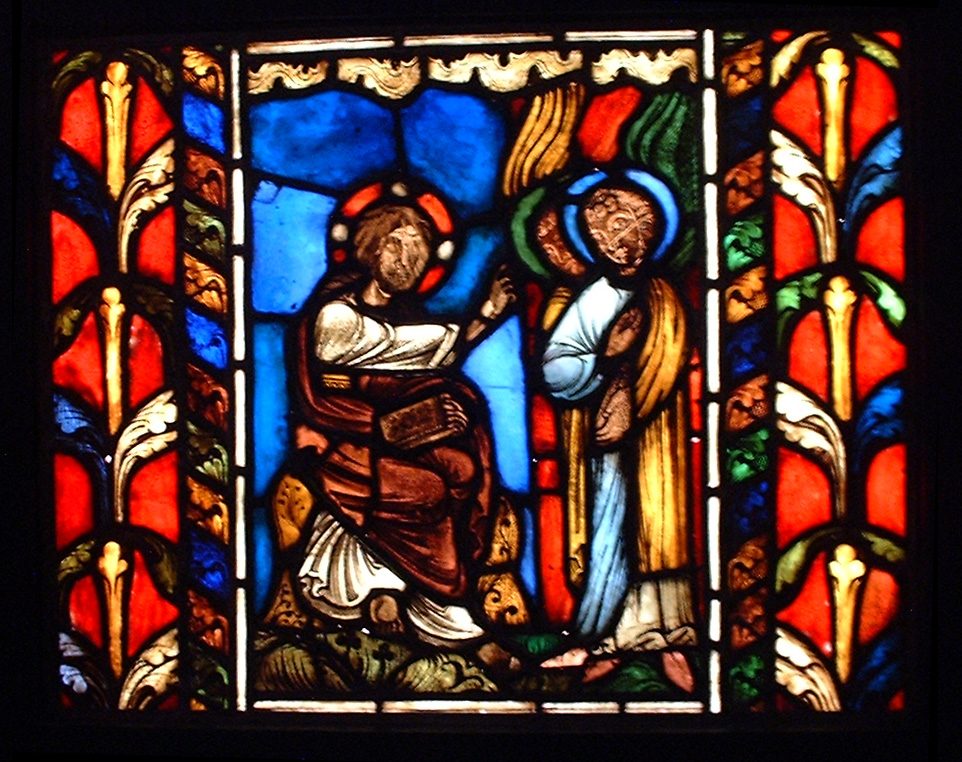
No livro Cacos para um Vitral, Adélia Prado usa a metáfora do vitral para explicar a relação entre a vida e Deus.

### Poesia
- Bagagem, Imago, 1976
- O coração disparado, Nova Fronteira, 1978
- Terra de Santa Cruz, Nova Fronteira, 1981
- O pelicano, Guanabara, 1987
- A faca no peito, Rocco, 1988
- Oráculos de maio, Siciliano, 1999
- Louvação para uma cor
- A duração do dia, Record, 2010
- Miserere, Record, 2013

### Prosa
- Solte os cachorros - contos, Nova Fronteira, 1979
- Cacos para um vitral - romance, Nova Fronteira, 1980
- Os componentes da banda - romance, Nova Fronteira, 1984
- O homem da mão seca - romance, Siciliano, 1994
- Manuscritos de Filipa - romance, Siciliano, 1999
- Filandras - contos, Record, 2001
- Quero minha mãe - novela, Record, 2005
- Quando eu era pequena - infantil, Record, 2006
- Carmela vai à escola - infantil, Record, 2011

### Antologia
- Mulheres & Mulheres, Nova Fronteira - 1978
- Palavra de Mulher, Fontana - 1979
- Contos Mineiros, Ática - 1984
- Poesia Reunida, Siciliano - 1991 (Bagagem, O Coração Disparado, Terra de Santa Cruz, O Pelicano e A Faca no Peito).
- Antologia da Poesia Brasileira, Embaixada do Brasil em Pequim - 1994.
- Prosa Reunida, Siciliano - 1999

### Balé
- A Imagem Refletida - Ballet do Teatro Castro Alves - Salvador - Bahia - Direção Artística de Antônio Carlos Cardoso. Poema escrito especialmente para a composição homônima de Gil Jardim.
- Cacos Para um Vitral - Rose Ballet Escola de Dança - Divinópolis - MG - Direção Artística: Mírian Lopes e Yan Lopes. Espetáculo baseado em referência dos poemas da escritora.

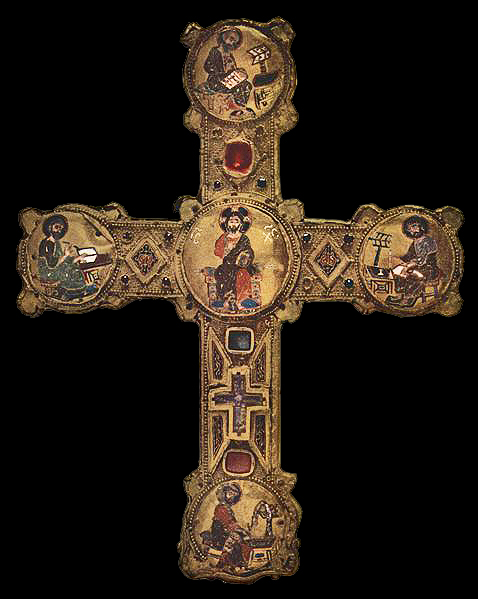
Em toda a obra de Adélia, fica evidente a fé católica.

### Parcerias
- A Lapinha de Jesus (em parceria com Lázaro Barreto) - Vozes - 1969
- Caminhos de Solidariedade (em parceria com Lya Luft, Marcos Mendonça e outros) – Gente - 2001.

### Obras traduzidas
Para o inglês
- Adélia Prado: Thirteen Poems. Tradução de Ellen Watson. Suplemento do The American Poetry Review, jan/fev 1984.
- The Headlong Heart (Poesias de Terra de Santa Cruz, O coração Disparado e Bagagem). Tradução de Ellen Watson, New York, 1988, Livingston University Press.
- The Alphabet in the Park (O Alfabeto no Parque). Tradução de Ellen Watson, Middletown, CT USA, Wesleyan University Press, 1990.
- Ex-Voto (Ex-Voto). Tradução de Ellen Doré Watson, North Adams, MA, USA, Tupelo Press, 2013.

Para o espanhol
- El Corazón Disparado (O Coração Disparado). Tradução de Cláudia Schwartz e Fernando Noy, Buenos Aires, Leviatan, 1994.
- Bagagem. Tradução de José Francisco Navarro Huamán. México, Universidade Ibero-Americana, a sair.

### Participação em antologias
- Assis Brasil (org.). A Poesia Mineira no Século XX. Imago, 1998.
- Hortas, Maria de Lurdes (org.). Palavra de Mulher, Fontoura, 1989.
- Sem Enfeite Nenhum. In Prado Adélia et al. Contos Mineiros. Ática, 1984.

## Leituras adicionais

### Teses e dissertações
- MOLITERNO, Isabel de Andrade. A poesia e o sagrado: traços do estilo de Adélia Prado. USP, 2002. (Dissertação  de Mestrado).
- CANALLE, Cecilia. Fundamentos filosóficos da poética de Adelia Prado: subsídios antropológicos para uma filosofia da educação. USP, 1996. (Dissertação  de Mestrado).
- OLIVIERI, Rita, PhD.Poesia e oralidade na obra de Adélia Prado.
- OLIVEIRA, Claudilis da Silva. Epifanias do real: o olhar lírico de Adélia Prado. UEFS, 2004. (Dissertação de Mestrado).
- BALBINO, Evaldo. Saudade de D(eu)s: escrita, mística e desejo em Adélia Prado e Santa Teresa de Jesús. Belo Horizonte: Faculdade de Letras da UFMG, 2005 (Tese, Doutorado em Literatura Comparada).
- BALBINO, Evaldo. Entre a santidade e a loucura – o desdobramento da mulher na bagagem poética de Adélia Prado. Belo Horizonte: Faculdade de Letras da UFMG, 2001 (Dissertação, Mestrado em Literatura Brasileira).

### Periódicos
- BALBINO, Evaldo. "A poética do desdobramento: tradição literária masculina e ruptura na 'bagagem' de Adélia Prado". Poesia Sempre. v.13, p. 24 - 51, 2005.
- BALBINO, Evaldo. "Entre a santidade e a loucura: o desdobramento da mulher na bagagem poética de Adélia Prado". Em Tese (Belo Horizonte). v.6, p. 181 - 186, 2003.
- BALBINO, Evaldo. "Entre a província e o litoral: a bagagem poética de Adélia Prado". Revista do Centro de Estudos Portugueses (UFMG). v.22, p. 275 - 296, 2002.
- BALBINO, Evaldo. "Alberto Caeiro e Adélia Prado: do visível ao transcendente na imanência". In: Literaturas ibero-afro-americanas: ensaios críticos. 1 ed.Goiânia : Editora da Puc Goiás, 2010, v.1, p. 149-162.
- BALBINO, Evaldo. "Luís de Camões e Adélia Prado: do epos renascentista ao não-lugar da poesia". In: Literaturas ibero-afro-americanas. 1 ed.Goiânia : Editora da PUC Goiás, 2010, v.1, p. 175-190.
- BALBINO, Evaldo. "A dilatação do prazo comunicativo: metáfora, erotismo e subversão em Adélia Prado". In: Olhares críticos: estudos de literatura e cultura ed. Belo Horizonte: Editora UFMG, 2009, p. 70-81.
- BALBINO, Evaldo. "Leituras sobre D(eu)s: Mística e subjetividade em Santa Teresa d’Ávila e Adélia Prado". In: X Congresso Internacional da Associação Brasileira de Literatura Comparada (Abralic), 2006, Rio de janeiro. Lugares dos discursos – X Congresso Internacional ABRALIC. Rio de janeiro: UERJ, 2006.
- BALBINO, Evaldo. "O público e o privado em Adélia Prado: uma janela aberta para o mundo". In: IX Seminário Nacional Mulher e Literatura, 2001, Belo Horizonte. IX Seminário Nacional Mulher e Literatura. Belo Horizonte: 2001.